# Трисамарийникель
Трисамарийникель — бинарное неорганическое соединение
никеля и самария
с формулой NiSm3,
кристаллы.

## Получение
- Сплавление стехиометрических количеств чистых веществ:

{\displaystyle {\mathsf {Ni+3Sm\ {\xrightarrow {664^{o}C}}\ NiSm_{3}}}}

## Физические свойства
Трисамарийникель образует кристаллы
ромбической сингонии, пространственная группа P nma, параметры ячейки a = 0,699 нм, b = 0,972 нм, c = 0,637 нм, Z = 4,
структура типа триалюминийникеля Al3Ni
.
Соединение образуется по перитектической реакции при температуре 664°С
.